# 226P/Pigott-LINEAR-Kowalski
La cometa Pigott-LINEAR-Kowalski, formalmente 226P/Pigott-LINEAR-Kowalski, è una cometa periodica appartenente alla famiglia delle comete gioviane con una complessa storia osservativa.
Scoperta originariamente da Edward Pigott il 19 novembre 1783, venne considerata la grande cometa di quell'anno. Successivamente non fu più osservata e fu quindi considerata per oltre 2 secoli una cometa perduta.
Riscoperta il 5 gennaio 2003, fu ritenuta inizialmente un asteroide: mentre era ancora nella fase di conferma ci si è accorti che era una cometa e che l'orbita assomigliava a quella della cometa scoperta da Pigott. La riscoperta il 10 settembre 2009 da parte di Richard A. Kowalski al successivo passaggio al perielio e la scoperta 3 giorni dopo da parte dell'astrofilo tedesco Maik Meyer di immagini di prescoperta risalenti al passaggio al perielio del 1995 ha infine permesso di numerarla definitivamente.

## Orbita
Tutte queste scoperte e riscoperte hanno permesso di calcolare le orbite seguite da questa cometa negli ultimi due secoli, dalla scoperta originaria ai giorni nostri. La cometa ha piccole MOID con due pianeti, Marte e Giove: il 20 ottobre 1928 la cometa è passata a circa 10,5 milioni di km da Marte, il 10 settembre 2006 a circa 8,5 milioni di km da Giove.